# Kościół św. Józefa Oblubieńca w Starych Bogaczowicach
Kościół św. Józefa Oblubieńca – rzymskokatolicki kościół parafialny mieszczący się w Starych Bogaczowicach w dekanacie Wałbrzych-Zachód w diecezji świdnickiej.

## Historia

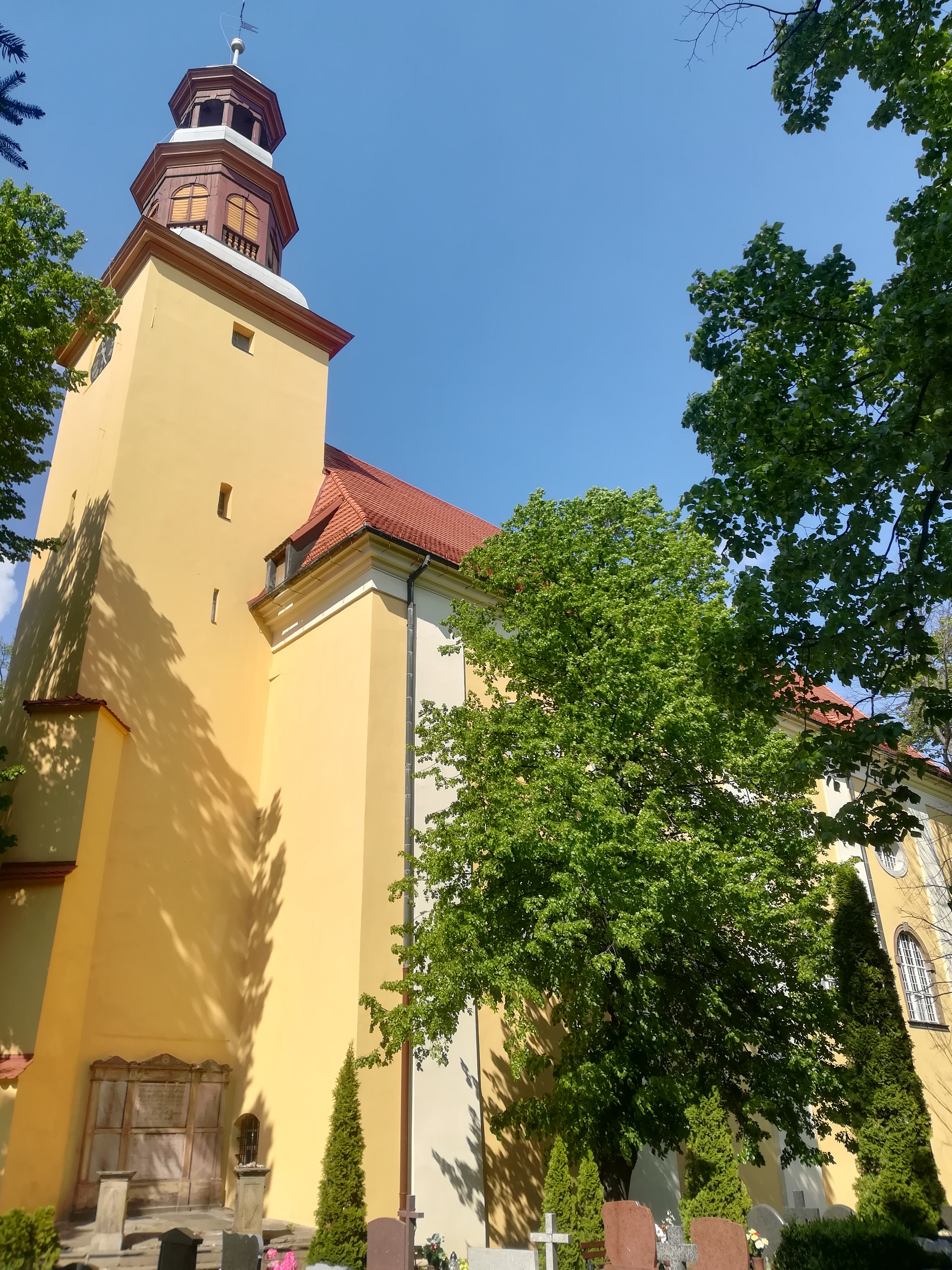
Wieża

Barokowy kościół wybudowany w latach 1685-1689 na wzgórzu stanowiącym dominantę okolicy, według projektu Marcina Urbana z Lubawki. Przebudowany został w 1826.

## Architektura
Kościół jest murowany, orientowany, jednonawowy, wzniesiony na planie prostokąta. Od zachodu przylega doń oskarpowana wieża, a od wschodu trójbocznie zamknięte prezbiterium. Elewacje są dzielone lizenami i pilastrami, a zwieńczone gzymsem podokapowym. Okna rozmieszczono w dwóch rzędach. Górne są eliptyczne, a dolne szersze od nich, zamykane łukami pełnymi. Korpus nakryty jest dachem dwuspadowym, a prezbiterium trójspadowym. Portal główny ujęty jest zdwojonymi pilastrami i zwieńczony naczółkiem zamkniętym.

## Wnętrze i wyposażenie
We wnętrzu emporowo-halowym zachowały się m.in.: ołtarz główny dwukondygnacyjny z XVII/XVIII w., chrzcielnica barokowa z XVII w. W ołtarzu głównym w centralnym polu znajduje się obraz Pokłon pasterzy Johana Clasenssa z Nysy, wcześniej przypisywanyMichaelowi Willmannowi w górnej części znajduje się obraz Franza Heigla Wniebowstąpienie Chrystusa. Płytkie boczne kaplice umieszczone są między przyporami. Wokół całego wnętrza ciągną się empory z ażurową balustradą. Nawa przykryta jest sklepieniem kolebkowym z lunetami. Sklepienie dekorowane jest malowidłami z przedstawieniami świętych umieszczonych w owalnych sztukatorskich obramieniach.

## Otoczenie
Kościół otacza cmentarz z licznymi starymi nagrobkami. Do ściany świątyni przylega okazałe mauzoleum Bimmerów. Oprócz tego wielkością charakteryzują się m.in. grobowce Schubertów i Englerów. W elewację kościoła wmurowano tablice ku czci proboszczów Romanusa Rothera i Florianusa Weissa, a także Karola Wojtyły, który modlił się tutaj 2 października 1958. Obok kościoła posadowiono głaz z tablicą pamiątkowa upamiętniającą "wszystkich zmarłych Polaków których mogiły znajdują się w różnych miejscach świata". Do świątyni prowadzą od wsi reprezentacyjne schody do budynku bramnego.